# TrueBliss
TrueBliss foi um girl group neozelandês de música pop, formado em abril de 1999. Composto por cinco integrantes, Joe Cotton, Keri Harper, Erika Takacs, Carly Binding e Megan Alatini, elas foram formadas no então inédito talent show Popstars, que foi ao ar no canal TVNZ por nove semanas, mostrando a trajetória de criação de um novo grupo feminino. TrueBliss foi o primeiro grupo a ser formado sob a franquia Popstars em todo o mundo, antes que o conceito fosse vendido para emissoras na Austrália (que formou o Bardot em um estilo semelhante), Europa, América Latina e Estados Unidos.

## Carreira
Através do então inédito talent show Popstars, cinco garotas, Joe Cotton, Keri Harper, Erika Takacs, Carly Binding e Megan Alatini, foram alçadas do anonimato para o estrelato da noite para o dia. Elas lideraram as paradas musicais da Nova Zelândia com seu single "Tonight" e seu álbum de estreia Dream (1999). As meninas assinaram acordos de patrocínios com a Pepsi e o Burger King antes de embarcarem na 'Number One Tour' por 17 cidades em todo o país. A demanda por ingressos para os shows foi tão forte que apresentações de matinê foram realizadas na maioria dos locais.
"Number One" foi a continuação de "Tonight", alcançando a posição #12 nas paradas da Nova Zelândia. Em setembro de 1999, regravação da música "Freedom", de George Michael, foi lançada, mas não conseguiu entrar nas paradas. A Columbia discutiu um álbum seguinte ao material de estreia do grupo, que nunca foi gravado. O primeiro single planejado, "We Kissed", foi escrito por Binding, que acabou deixando a banda no início de 2000, citando diferenças pessoais. Desde então, ela gravou uma série de sucessos – incluindo o lançamento do já mencionado "We Kissed" como single de sua carreira solo.
Em 2012, Megan Alatini, Joe Cotton, Keri Harper e Erica Takacs reformaram o grupo para cantar e lançar um single para a instituição de caridade New Zealand Child Cancer Foundation. A música foi tocada ao vivo em um jogo de netball. O single "A Minute of One Day" foi lançado via iTunes em 20 de julho de 2012 com todos os lucros indo para a Children's Cancer Foundation. Binding não quis fazer parte do reencontro da banda.

## Discografia

### Álbuns de estúdio
| Ano  | Título | Detalhes                                   | Maior posição | Certificação   |
| Ano  | Título | Detalhes                                   | NZ            | Certificação   |
| ---- | ------ | ------------------------------------------ | ------------- | -------------- |
| 1999 | Dream  | - Gravadora: Columbia - Catálogo: 494809 2 | 1             | NZ: 2× Platina |

### Singles
| Ano                                                                                       | Título                | Maior posição | Álbum            |
| Ano                                                                                       | Título                | NZ            | Álbum            |
| ----------------------------------------------------------------------------------------- | --------------------- | ------------- | ---------------- |
| 1999                                                                                      | "Tonight"             | 1             | Dream            |
| 1999                                                                                      | "Number One"          | 12            | Dream            |
| 2000                                                                                      | "Freedom"             | —             | Dream            |
| 2012                                                                                      | "A Minute of One Day" | —             | Single sem álbum |
| "—" denota uma gravação que não entrou nas paradas ou não foi lançada naquele território. |                       |               |                  |